# 月見里中
月見里 中（やまなし かなめ、10月11日 - ）は日本の漫画家。大阪府出身。一般向け4コマ漫画および成人向け漫画作品を中心に執筆している。
『となりのカワンチャさん』作者コメントによると、ペンネームのうち「中」は本名とのこと。

## 作品一覧

### 一般向け
全て4コマ漫画
- となりのカワンチャさん（まんがタイムきらら（芳文社）連載、全1巻）
  1. 2007年7月刊 ISBN 9784832276444
- さくらりちぇっと（まんがタイムきらら（芳文社）連載、全2巻）
  1. 2008年09月刊 ISBN 9784832277366
  2. 2009年10月刊 ISBN 9784832278547
- つくもつく（まんが4コマぱれっと（一迅社）→ ぱれっとonlineにて連載、全2巻）
  1. 2011年09月刊 ISBN 9784758081344
  2. 2012年12月刊 ISBN 9784758081634
- おにもて（講談社コミックス、全3巻）
  1. 2014年10月9日 ISBN 978-4-06-395212-4
  2. 2015年9月9日 ISBN 978-4-06-395472-2
  3. 2016年06月09日 ISBN 978-4-06-395686-3

- ばけばけ森の妖稚園 (バンブーコミックス WINセレクション、全3巻)
  1. 2015年6月5日 ISBN 9784801952676
  2. 2016年4月7日 ISBN 9784801954960
  3. 2017年4月7日 ISBN 978-4801959002
- マヨイ荘は怪築中(バンブーコミックス WINセレクション、全3巻)
  1. 2018年10月6日 ISBN 978-4801964075
  2. 2019年8月7日 ISBN 978-4801967069
  3. 2020年3月6日 ISBN 978-4801968899

### 成人向け
- コス缶（蒼竜社） 2003年6月刊 ISBN 9784883861958
- 銀のコス缶（蒼竜社） 2004年5月刊 ISBN 9784883862320
- コス缶生搾り（茜新社） 2005年9月刊 ISBN 9784871827874
- 巫女・浸触-Deep Forest（茜新社） 2007年4月刊 ISBN 9784871829090
- おとめ上位主義!! （茜新社） 2008年6月刊 ISBN 9784863490031
- 未収録作品
  - 開花の響